# Henri Sorvali
Henri Sorvali (født 19. oktober 1978 i Finland) er guitarist og keyboardspiller i folk metal-bandet Moonsorrow og keyboardspiller i Finntroll. Sovali går under navnet Trollhorn. Sent i 1990'erne spillede han også keyboard til nogle få liveoptrædener med The Rasmus. Han har også spillet i bandsene Thunderdogs og Lakupaavi (et sideprojekt af medlemmerne fra Moonsorrow) og ved studieoptagelserne til Ensiferums debutalbum.